# Hotel Erotica
Hotel Erotica es una serie de televisión de antología erótica del género porno blando que se emitió por el canal de televisión por cable Cinemax durante su bloque nocturno Skinemax. También se emitió en The Movie Network.
En el formato de presentación suelen participar la propietaria del hotel, leyendo una carta de un huésped anterior hablando de su aventura en el hotel. El episodio sería entonces un flashback del huésped que viene al hotel y se enamora de alguien. La propietaria del hotel fue inicialmente Cloe Wilson (interpretada por Lauren Hays) en la primera temporada. En la segunda temporada fue Jenny (interpretada por Tina Wiseman). En la siguiente temporada la serie fue relanzada como Hotel Erotica Cabo siguiendo el mismo formato.
Muchas estrellas del porno suave y porno duro aparecieron tales como Beverly Lynne, Monique Parent, Angela Davies, Jenna Jameson, Ron Jeremy y la exdiva de la WWE Candice Michelle.

## Lista de episodios

### Primera temporada
1. X-Treme Sports — 4 de octubre de 2002
2. Model Behavior — 11 de octubre de 2002
3. The Fast and the Curious — 18 de octubre de 2002
4. Chat Room — 25 de octubre de 2002
5. She's the Boss — 1 de noviembre de 2002
6. Chasing Jamie — 8 de noviembre de 2002
7. Falling in Lust Again — 15 de noviembre de 2002
8. Blue Plate Special — 22 de noviembre de 2002
9. Legally Yours — 29 de noviembre de 2002
10. Heart's Desire — 6 de diciembre de 2002
11. The Competition — 13 de diciembre de 2002
12. Lust Takes a Holiday — 20 de diciembre de 2002
13. Love Potion No. 10 — 27 de diciembre de 2002

### Segunda temporada
1. Maid Service — 3 de octubre de 2003
2. Talking Dirty — 10 de octubre de 2003
3. Stakeout — 17 de octubre de 2003
4. Lisa Comes Out — 24 de octubre de 2003
5. Opposites Attract — 31 de octubre de 2003
6. High School Crush — 7 de noviembre de 2003
7. Bewitched & Bewildered — 14 de noviembre de 2003
8. The Hookup — 21 de noviembre de 2003
9. Kat & Mouse — 28 de noviembre de 2003
10. Screwed Up — 5 de diciembre de 2003
11. Layover — 12 de diciembre de 2003
12. Hot and Bothered — 19 de diciembre de 2003
13. Secret Admirer — 26 de diciembre de 2003